# Liste der Nummer-eins-Hits in Finnland (2010)
Dies ist eine Liste der Nummer-eins-Hits in Finnland im Jahr 2010. Sie basiert auf den offiziellen Single Top 20 und den Album Top 40, die im Auftrag von Musiikkituottajat, der finnischen Landesgruppe der IFPI, erstellt werden. Es gab in diesem Jahr 22 Nummer-eins-Singles und 25 Nummer-eins-Alben.

## Singles
| ← 2009 ← | Liste der Nummer-eins-Hits in Finnland | Liste der Nummer-eins-Hits in Finnland | Liste der Nummer-eins-Hits in Finnland | 2011 →                    |
| \| Zeitraum \| Wo. ges. \| Interpret \| Titel Autor(en) \| Zusätzliche Informationen \| \| (Zeitraum, Wochen auf Platz eins, Interpret, Titel, Autor[en], zusätzliche Informationen) \| \| \| \| \| \| ----------------------------------------------------------------------------------------- \| -------- \| --------------------------- \| ---------------------------------------------------------------------------------------------------------------------------------------------------------------------------------------------------------------------------------------------------------------------------------------------- \| ------------------------- \| \| 26. Dezember 2009 – 21. Januar 2010 4 Wochen (insgesamt 7) \| 7 \| Lady Gaga \| Bad Romance Nadir Khayat, Stefani Joanne Angelina Germanotta \| – \| \| 6. Februar 2010 – 12. Februar 2010 1 Woche (insgesamt 2) \| 2 \| Fintelligens \| Mikä boogie Sakari Petteri Aalto, Kimmo Ilpo Juhani Laiho, Henrik Rosenberg \| – \| \| 13. Februar 2010 – 19. Februar 2010 1 Woche \| 1 \| Jenni Vartiainen \| En haluu kuolla tänä yönä Musik: Jenni Mari Variainen, Jukka Petteri Immonen; Text: Anna Maria Rahikainen \| – \| \| 20. Februar 2010 – 26. Februar 2010 1 Woche (insgesamt 7) \| 7 \| Lady Gaga \| Bad Romance Nadir Khayat, Stefani Joanne Angelina Germanotta \| – \| \| 27. Februar 2010 – 5. März 2010 1 Woche (insgesamt 2) \| 2 \| Fintelligens \| Mikä boogie Sakari Petteri Aalto, Kimmo Ilpo Juhani Laiho, Henrik Rosenberg \| – \| \| 6. März 2010 – 12. März 2010 1 Woche \| 1 \| Jippu & Samuli Edelmann \| Jos sä tahdot niin Heikki Veikko Harma \| – \| \| 13. März 2010 – 19. März 2010 1 Woche (insgesamt 6) \| 6 \| Edward Maya & Vika Jigulina \| Stereo Love Edward Maya, Vika Jigulina \| – \| \| 20. März 2010 – 26. März 2010 1 Woche \| 1 \| Marella \| Pieni maa Kimmo Saarenpää \| – \| \| 27. März 2010 – 2. April 2010 1 Woche \| 1 \| The Giant Leap \| Best Time of Your Life Petri Janne Kalevi Somer, Sebastian Rejman \| – \| \| 3. April 2010 – 9. April 2010 1 Woche \| 1 \| Viikate \| Linna espanjassa EP Kaarle Viikate \| – \| \| 10. April 2010 – 16. April 2010 1 Woche \| 1 \| Before the Dawn \| Decade of Darkness Lars Eikind, Tuomas Saukkonen \| – \| \| 17. April 2010 – 30. April 2010 2 Wochen \| 2 \| Raptori \| Oi beibi 16 Jaakko Sakari Salovaara, Juho Peltomaa, Tero Kaikkonen, Ismo Tapio Heikkilä \| – \| \| 1. Mai 2010 – 4. Juni 2010 5 Wochen (insgesamt 6) \| 6 \| Edward Maya & Vika Jigulina \| Stereo Love Edward Maya, Vika Jigulina \| – \| \| 5. Juni 2010 – 18. Juni 2010 2 Wochen \| 2 \| Lena \| Satellite Julie R. Frost, John Gordon \| – \| \| 19. Juni 2010 – 25. Juni 2010 1 Woche (insgesamt 3) \| 3 \| Shakira feat. Freshlyground \| Waka Waka (This Time for Africa) Shakira Isabel Mebarak Ripol, John Graham Hill, Zolani Monica Mahola, Simon Eric Attwell, Peter David Cohen, Kyla-Rose Smith, Julio Navela Sigauque, Neil John Francis Hawks, Eugene Victor Doo Belley, Jean Paul Zé Bella, Emile Kojidie, Seredeal Scheepers \| – \| \| 26. Juni 2010 – 9. Juli 2010 2 Wochen (insgesamt 4) \| 4 \| Lady Gaga \| Alejandro Nadir Khayat, Stefani Joanne Angelina Germanotta \| – \| \| 10. Juli 2010 – 16. Juli 2010 1 Woche \| 1 \| Kymppilinja feat. Mariska \| Minä Anna Rahikainen, Janne Ordén, Niko Lith, Sami Grönroos \| – \| \| 17. Juli 2010 – 23. Juli 2010 1 Woche (insgesamt 4) \| 4 \| Lady Gaga \| Alejandro Nadir Khayat, Stefani Joanne Angelina Germanotta \| – \| \| 24. Juli 2010 – 30. Juli 2010 1 Woche (insgesamt 3) \| 3 \| Shakira feat. Freshlyground \| Waka Waka (This Time for Africa) Shakira Isabel Mebarak Ripol, John Graham Hill, Zolani Monica Mahola, Simon Eric Attwell, Peter David Cohen, Kyla-Rose Smith, Julio Navela Sigauque, Neil John Francis Hawks, Eugene Victor Doo Belley, Jean Paul Zé Bella, Emile Kojidie, Seredeal Scheepers \| – \| \| 31. Juli 2010 – 6. August 2010 1 Woche (insgesamt 4) \| 4 \| Lady Gaga \| Alejandro Nadir Khayat, Stefani Joanne Angelina Germanotta \| – \| \| 7. August 2010 – 13. August 2010 1 Woche \| 1 \| Shakira feat. Freshlyground \| Waka Waka (This Time for Africa) Shakira Isabel Mebarak Ripol, John Graham Hill, Zolani Monica Mahola, Simon Eric Attwell, Peter David Cohen, Kyla-Rose Smith, Julio Navela Sigauque, Neil John Francis Hawks, Eugene Victor Doo Belley, Jean Paul Zé Bella, Emile Kojidie, Seredeal Scheepers \| – \| \| 14. August 2010 – 20. August 2010 1 Woche \| 1 \| Yolanda Be Cool vs. DCUP \| We No Speak Americano! Musik: Renato Carosone; Text: Nicola Salerno \| – \| \| 21. August 2010 – 27. August 2010 1 Woche \| 1 \| Cheek \| Jippikayjei Kimmo Ilpo Juhani Laiho, Henrik Rosenberg, Juha-Matti Christian Penttinen, Ossi Antti Rita, Jahre Henrik Tiihonen \| – \| \| 28. August 2010 – 10. September 2010 2 Wochen (insgesamt 3) \| 3 \| Eminem feat. Rihanna \| Love the Way You Lie Alexander Grant Jr., Marshall B. Mathers III, Holly Brook \| – \| \| 11. September 2010 – 17. September 2010 1 Woche \| 1 \| Mokoma \| Juurta jaksain EP Marko Kristian Annala, Tuomo Saikkonen \| – \| \| 18. September 2010 – 24. September 2010 1 Woche (insgesamt 3) \| 3 \| Eminem feat. Rihanna \| Love the Way You Lie Alexander Grant Jr., Marshall B. Mathers III, Holly Brook \| – \| \| 25. September 2010 – 1. Oktober 2010 1 Woche (insgesamt 11) \| 11 \| Jenni Vartiainen \| Missä muruseni on Jukka Petteri Immonen, Jenni Mari Vartiainen, Anna Maria Rahikainen \| – \| \| 2. Oktober 2010 – 8. Oktober 2010 1 Woche \| 1 \| Kaija Koo \| Vapaa Toni Juhana Wirtanen \| – \| \| 9. Oktober 2010 – 26. November 2010 7 Wochen (insgesamt 11) \| 11 \| Jenni Vartiainen \| Missä muruseni on Jukka Petteri Immonen, Jenni Mari Vartiainen, Anna Maria Rahikainen \| – \| \| 27. November 2010 – 17. Dezember 2010 3 Wochen (insgesamt 4) \| 4 \| Hevisaurus \| Hirmuliskojen pikkujoululevy EP Olavi Tikka, Hanna Risku, Ville Siuruainen, Kimmo Nissinen, Vesa Kuhlman \| – \| \| 18. Dezember 2010 – 24. Dezember 2010 1 Woche \| 1 \| Duck Sauce \| Barbra Streisand Frank Farian, Heinz Huth, Jürgen Huth, Fred Jay, Armand Van Helden, Alain Macklovitch \| – \| \| 25. Dezember 2010 – 31. Dezember 2010 1 Woche (insgesamt 4) \| 4 \| Hevisaurus \| Hirmuliskojen pikkujoululevy Olavi Tikka, Hanna Risku, Ville Siuruainen, Kimmo Nissinen, Vesa Kuhlman \| – \| |                                        |                                        | |                           |
| ← 2009 |                                        |                                        | | → 2011 →                  |
| Zeitraum | Wo. ges.                               | Interpret                              | Titel Autor(en) | Zusätzliche Informationen |
| (Zeitraum, Wochen auf Platz eins, Interpret, Titel, Autor[en], zusätzliche Informationen) |                                        |                                        | |                           |
| 26. Dezember 2009 – 21. Januar 2010 4 Wochen (insgesamt 7) | 7                                      | Lady Gaga                              | Bad Romance Nadir Khayat, Stefani Joanne Angelina Germanotta | –                         |
| 6. Februar 2010 – 12. Februar 2010 1 Woche (insgesamt 2) | 2                                      | Fintelligens                           | Mikä boogie Sakari Petteri Aalto, Kimmo Ilpo Juhani Laiho, Henrik Rosenberg | –                         |
| 13. Februar 2010 – 19. Februar 2010 1 Woche | 1                                      | Jenni Vartiainen                       | En haluu kuolla tänä yönä Musik: Jenni Mari Variainen, Jukka Petteri Immonen; Text: Anna Maria Rahikainen | –                         |
| 20. Februar 2010 – 26. Februar 2010 1 Woche (insgesamt 7) | 7                                      | Lady Gaga                              | Bad Romance Nadir Khayat, Stefani Joanne Angelina Germanotta | –                         |
| 27. Februar 2010 – 5. März 2010 1 Woche (insgesamt 2) | 2                                      | Fintelligens                           | Mikä boogie Sakari Petteri Aalto, Kimmo Ilpo Juhani Laiho, Henrik Rosenberg | –                         |
| 6. März 2010 – 12. März 2010 1 Woche | 1                                      | Jippu & Samuli Edelmann                | Jos sä tahdot niin Heikki Veikko Harma | –                         |
| 13. März 2010 – 19. März 2010 1 Woche (insgesamt 6) | 6                                      | Edward Maya & Vika Jigulina            | Stereo Love Edward Maya, Vika Jigulina | –                         |
| 20. März 2010 – 26. März 2010 1 Woche | 1                                      | Marella                                | Pieni maa Kimmo Saarenpää | –                         |
| 27. März 2010 – 2. April 2010 1 Woche | 1                                      | The Giant Leap                         | Best Time of Your Life Petri Janne Kalevi Somer, Sebastian Rejman | –                         |
| 3. April 2010 – 9. April 2010 1 Woche | 1                                      | Viikate                                | Linna espanjassa EP Kaarle Viikate | –                         |
| 10. April 2010 – 16. April 2010 1 Woche | 1                                      | Before the Dawn                        | Decade of Darkness Lars Eikind, Tuomas Saukkonen | –                         |
| 17. April 2010 – 30. April 2010 2 Wochen | 2                                      | Raptori                                | Oi beibi 16 Jaakko Sakari Salovaara, Juho Peltomaa, Tero Kaikkonen, Ismo Tapio Heikkilä | –                         |
| 1. Mai 2010 – 4. Juni 2010 5 Wochen (insgesamt 6) | 6                                      | Edward Maya & Vika Jigulina            | Stereo Love Edward Maya, Vika Jigulina | –                         |
| 5. Juni 2010 – 18. Juni 2010 2 Wochen | 2                                      | Lena                                   | Satellite Julie R. Frost, John Gordon | –                         |
| 19. Juni 2010 – 25. Juni 2010 1 Woche (insgesamt 3) | 3                                      | Shakira feat. Freshlyground            | Waka Waka (This Time for Africa) Shakira Isabel Mebarak Ripol, John Graham Hill, Zolani Monica Mahola, Simon Eric Attwell, Peter David Cohen, Kyla-Rose Smith, Julio Navela Sigauque, Neil John Francis Hawks, Eugene Victor Doo Belley, Jean Paul Zé Bella, Emile Kojidie, Seredeal Scheepers | –                         |
| 26. Juni 2010 – 9. Juli 2010 2 Wochen (insgesamt 4) | 4                                      | Lady Gaga                              | Alejandro Nadir Khayat, Stefani Joanne Angelina Germanotta | –                         |
| 10. Juli 2010 – 16. Juli 2010 1 Woche | 1                                      | Kymppilinja feat. Mariska              | Minä Anna Rahikainen, Janne Ordén, Niko Lith, Sami Grönroos | –                         |
| 17. Juli 2010 – 23. Juli 2010 1 Woche (insgesamt 4) | 4                                      | Lady Gaga                              | Alejandro Nadir Khayat, Stefani Joanne Angelina Germanotta | –                         |
| 24. Juli 2010 – 30. Juli 2010 1 Woche (insgesamt 3) | 3                                      | Shakira feat. Freshlyground            | Waka Waka (This Time for Africa) Shakira Isabel Mebarak Ripol, John Graham Hill, Zolani Monica Mahola, Simon Eric Attwell, Peter David Cohen, Kyla-Rose Smith, Julio Navela Sigauque, Neil John Francis Hawks, Eugene Victor Doo Belley, Jean Paul Zé Bella, Emile Kojidie, Seredeal Scheepers | –                         |
| 31. Juli 2010 – 6. August 2010 1 Woche (insgesamt 4) | 4                                      | Lady Gaga                              | Alejandro Nadir Khayat, Stefani Joanne Angelina Germanotta | –                         |
| 7. August 2010 – 13. August 2010 1 Woche | 1                                      | Shakira feat. Freshlyground            | Waka Waka (This Time for Africa) Shakira Isabel Mebarak Ripol, John Graham Hill, Zolani Monica Mahola, Simon Eric Attwell, Peter David Cohen, Kyla-Rose Smith, Julio Navela Sigauque, Neil John Francis Hawks, Eugene Victor Doo Belley, Jean Paul Zé Bella, Emile Kojidie, Seredeal Scheepers | –                         |
| 14. August 2010 – 20. August 2010 1 Woche | 1                                      | Yolanda Be Cool vs. DCUP               | We No Speak Americano! Musik: Renato Carosone; Text: Nicola Salerno | –                         |
| 21. August 2010 – 27. August 2010 1 Woche | 1                                      | Cheek                                  | Jippikayjei Kimmo Ilpo Juhani Laiho, Henrik Rosenberg, Juha-Matti Christian Penttinen, Ossi Antti Rita, Jahre Henrik Tiihonen | –                         |
| 28. August 2010 – 10. September 2010 2 Wochen (insgesamt 3) | 3                                      | Eminem feat. Rihanna                   | Love the Way You Lie Alexander Grant Jr., Marshall B. Mathers III, Holly Brook | –                         |
| 11. September 2010 – 17. September 2010 1 Woche | 1                                      | Mokoma                                 | Juurta jaksain EP Marko Kristian Annala, Tuomo Saikkonen | –                         |
| 18. September 2010 – 24. September 2010 1 Woche (insgesamt 3) | 3                                      | Eminem feat. Rihanna                   | Love the Way You Lie Alexander Grant Jr., Marshall B. Mathers III, Holly Brook | –                         |
| 25. September 2010 – 1. Oktober 2010 1 Woche (insgesamt 11) | 11                                     | Jenni Vartiainen                       | Missä muruseni on Jukka Petteri Immonen, Jenni Mari Vartiainen, Anna Maria Rahikainen | –                         |
| 2. Oktober 2010 – 8. Oktober 2010 1 Woche | 1                                      | Kaija Koo                              | Vapaa Toni Juhana Wirtanen | –                         |
| 9. Oktober 2010 – 26. November 2010 7 Wochen (insgesamt 11) | 11                                     | Jenni Vartiainen                       | Missä muruseni on Jukka Petteri Immonen, Jenni Mari Vartiainen, Anna Maria Rahikainen | –                         |
| 27. November 2010 – 17. Dezember 2010 3 Wochen (insgesamt 4) | 4                                      | Hevisaurus                             | Hirmuliskojen pikkujoululevy EP Olavi Tikka, Hanna Risku, Ville Siuruainen, Kimmo Nissinen, Vesa Kuhlman | –                         |
| 18. Dezember 2010 – 24. Dezember 2010 1 Woche | 1                                      | Duck Sauce                             | Barbra Streisand Frank Farian, Heinz Huth, Jürgen Huth, Fred Jay, Armand Van Helden, Alain Macklovitch | –                         |
| 25. Dezember 2010 – 31. Dezember 2010 1 Woche (insgesamt 4) | 4                                      | Hevisaurus                             | Hirmuliskojen pikkujoululevy Olavi Tikka, Hanna Risku, Ville Siuruainen, Kimmo Nissinen, Vesa Kuhlman | –                         |

## Alben
| ← 2009 ← | Liste der Nummer-eins-Hits in Finnland | Liste der Nummer-eins-Hits in Finnland | Liste der Nummer-eins-Hits in Finnland | 2011 →                    |
| \| Zeitraum \| Wo. ges. \| Interpret \| Titel \| Zusätzliche Informationen \| \| (Zeitraum, Wochen auf Platz eins, Interpret, Titel, zusätzliche Informationen) \| \| \| \| \| \| ------------------------------------------------------------------------------ \| -------- \| --------------------- \| --------------------------------- \| ------------------------- \| \| 7. November 2009 – 29. Januar 2010 12 Wochen (insgesamt 13) \| 13 \| The Baseballs \| Strike! \| – \| \| 30. Januar 2010 – 5. Februar 2010 1 Woche \| 1 \| Herra Ylppö & Ihmiset \| Pojat et tanssi \| – \| \| 6. Februar 2010 – 19. Februar 2010 2 Wochen \| 2 \| Juha Tapio \| Suurenmoinen kokoelma 1999 – 2009 \| – \| \| 20. Februar 2010 – 5. März 2010 2 Wochen \| 2 \| Stam1na \| Viimeinen Atlantis \| – \| \| 6. März 2010 – 12. März 2010 1 Woche \| 1 \| Lady Gaga \| The Fame Monster \| – \| \| 13. März 2010 – 19. März 2010 1 Woche \| 1 \| Apulanta \| Singlet 2004-2009 \| – \| \| 20. März 2010 – 26. März 2010 1 Woche (insgesamt 13) \| 13 \| The Baseballs \| Strike! \| – \| \| 27. März 2010 – 2. April 2010 1 Woche \| 1 \| Poets of the Fall \| Twilight Theater \| – \| \| 3. April 2010 – 9. April 2010 1 Woche \| 1 \| Mokoma \| Sydänjuuret \| – \| \| 10. April 2010 – 16. April 2010 1 Woche \| 1 \| J. Karjalainen \| Polkabilly Rebels \| – \| \| 17. April 2010 – 23. April 2010 1 Woche \| 1 \| Johanna Kurkela \| Hyvästi, Dolores Haze \| – \| \| 24. April 2010 – 30. April 2010 1 Woche (insgesamt 15) \| 15 \| Jenni Vartiainen \| Seili \| – \| \| 1. Mai 2010 – 14. Mai 2010 2 Wochen (insgesamt 3) \| 3 \| Maija Vilkkumaa \| Kunnes joet muuttaa suuntaa \| – \| \| 15. Mai 2010 – 21. Mai 2010 1 Woche \| 1 \| Kari Tapio \| Vieras paratiisissa \| – \| \| 22. Mai 2010 – 28. Mai 2010 1 Woche (insgesamt 3) \| 3 \| Maija Vilkkumaa \| Kunnes joet muuttaa suuntaa \| – \| \| 29. Mai 2010 – 4. Juni 2010 1 Woche \| 1 \| Pate Mustajärvi \| Musta \| – \| \| 5. Juni 2010 – 9. Juli 2010 5 Wochen (insgesamt 8) \| 8 \| Anna Puu \| Sahara \| – \| \| 10. Juli 2010 – 16. Juli 2010 1 Woche \| 1 \| Kent \| En plats i solen \| – \| \| 17. Juli 2010 – 6. August 2010 3 Wochen (insgesamt 8) \| 8 \| Anna Puu \| Sahara \| – \| \| 7. August 2010 – 13. August 2010 1 Woche \| 1 \| Avenged Sevenfold \| Nightmare \| – \| \| 14. August 2010 – 20. August 2010 1 Woche \| 1 \| Chisu \| Vapaa ja yksin \| – \| \| 21. August 2010 – 10. September 2010 3 Wochen \| 3 \| Iron Maiden \| The Final Frontier \| – \| \| 11. September 2010 – 17. September 2010 1 Woche \| 1 \| Raappana \| Maapallo \| – \| \| 18. September 2010 – 24. September 2010 1 Woche \| 1 \| Olli Lindholm \| Maailma on kaunis \| – \| \| 25. September 2010 – 1. Oktober 2010 1 Woche \| 1 \| Volbeat \| Beyond Hell / Above Heaven \| – \| \| 2. Oktober 2010 – 8. Oktober 2010 1 Woche \| 1 \| Cheek \| Jare Henrik Tiihonen 2 \| – \| \| 9. Oktober 2010 – 15. Oktober 2010 1 Woche \| 1 \| CMX \| Iäti \| – \| \| 16. Oktober 2010 – 22. Oktober 2010 1 Woche (insgesamt 15) \| 15 \| Jenni Vartiainen \| Seili \| – \| \| 23. Oktober 2010 – 29. Oktober 2010 1 Woche \| 1 \| Happoradio \| Puolimieli \| – \| \| 30. Oktober 2010 – 21. Januar 2011 12 Wochen (insgesamt 15) \| 15 \| Jenni Vartiainen \| Seili \| – \| |                                        |                                        |                                        |                           |
| ← 2009 |                                        |                                        |                                        | → 2011 →                  |
| Zeitraum | Wo. ges.                               | Interpret                              | Titel                                  | Zusätzliche Informationen |
| (Zeitraum, Wochen auf Platz eins, Interpret, Titel, zusätzliche Informationen) |                                        |                                        |                                        |                           |
| 7. November 2009 – 29. Januar 2010 12 Wochen (insgesamt 13) | 13                                     | The Baseballs                          | Strike!                                | –                         |
| 30. Januar 2010 – 5. Februar 2010 1 Woche | 1                                      | Herra Ylppö & Ihmiset                  | Pojat et tanssi                        | –                         |
| 6. Februar 2010 – 19. Februar 2010 2 Wochen | 2                                      | Juha Tapio                             | Suurenmoinen kokoelma 1999 – 2009      | –                         |
| 20. Februar 2010 – 5. März 2010 2 Wochen | 2                                      | Stam1na                                | Viimeinen Atlantis                     | –                         |
| 6. März 2010 – 12. März 2010 1 Woche | 1                                      | Lady Gaga                              | The Fame Monster                       | –                         |
| 13. März 2010 – 19. März 2010 1 Woche | 1                                      | Apulanta                               | Singlet 2004-2009                      | –                         |
| 20. März 2010 – 26. März 2010 1 Woche (insgesamt 13) | 13                                     | The Baseballs                          | Strike!                                | –                         |
| 27. März 2010 – 2. April 2010 1 Woche | 1                                      | Poets of the Fall                      | Twilight Theater                       | –                         |
| 3. April 2010 – 9. April 2010 1 Woche | 1                                      | Mokoma                                 | Sydänjuuret                            | –                         |
| 10. April 2010 – 16. April 2010 1 Woche | 1                                      | J. Karjalainen                         | Polkabilly Rebels                      | –                         |
| 17. April 2010 – 23. April 2010 1 Woche | 1                                      | Johanna Kurkela                        | Hyvästi, Dolores Haze                  | –                         |
| 24. April 2010 – 30. April 2010 1 Woche (insgesamt 15) | 15                                     | Jenni Vartiainen                       | Seili                                  | –                         |
| 1. Mai 2010 – 14. Mai 2010 2 Wochen (insgesamt 3) | 3                                      | Maija Vilkkumaa                        | Kunnes joet muuttaa suuntaa            | –                         |
| 15. Mai 2010 – 21. Mai 2010 1 Woche | 1                                      | Kari Tapio                             | Vieras paratiisissa                    | –                         |
| 22. Mai 2010 – 28. Mai 2010 1 Woche (insgesamt 3) | 3                                      | Maija Vilkkumaa                        | Kunnes joet muuttaa suuntaa            | –                         |
| 29. Mai 2010 – 4. Juni 2010 1 Woche | 1                                      | Pate Mustajärvi                        | Musta                                  | –                         |
| 5. Juni 2010 – 9. Juli 2010 5 Wochen (insgesamt 8) | 8                                      | Anna Puu                               | Sahara                                 | –                         |
| 10. Juli 2010 – 16. Juli 2010 1 Woche | 1                                      | Kent                                   | En plats i solen                       | –                         |
| 17. Juli 2010 – 6. August 2010 3 Wochen (insgesamt 8) | 8                                      | Anna Puu                               | Sahara                                 | –                         |
| 7. August 2010 – 13. August 2010 1 Woche | 1                                      | Avenged Sevenfold                      | Nightmare                              | –                         |
| 14. August 2010 – 20. August 2010 1 Woche | 1                                      | Chisu                                  | Vapaa ja yksin                         | –                         |
| 21. August 2010 – 10. September 2010 3 Wochen | 3                                      | Iron Maiden                            | The Final Frontier                     | –                         |
| 11. September 2010 – 17. September 2010 1 Woche | 1                                      | Raappana                               | Maapallo                               | –                         |
| 18. September 2010 – 24. September 2010 1 Woche | 1                                      | Olli Lindholm                          | Maailma on kaunis                      | –                         |
| 25. September 2010 – 1. Oktober 2010 1 Woche | 1                                      | Volbeat                                | Beyond Hell / Above Heaven             | –                         |
| 2. Oktober 2010 – 8. Oktober 2010 1 Woche | 1                                      | Cheek                                  | Jare Henrik Tiihonen 2                 | –                         |
| 9. Oktober 2010 – 15. Oktober 2010 1 Woche | 1                                      | CMX                                    | Iäti                                   | –                         |
| 16. Oktober 2010 – 22. Oktober 2010 1 Woche (insgesamt 15) | 15                                     | Jenni Vartiainen                       | Seili                                  | –                         |
| 23. Oktober 2010 – 29. Oktober 2010 1 Woche | 1                                      | Happoradio                             | Puolimieli                             | –                         |
| 30. Oktober 2010 – 21. Januar 2011 12 Wochen (insgesamt 15) | 15                                     | Jenni Vartiainen                       | Seili                                  | –                         |